# Xã Bee Branch, Quận Chariton, Missouri
Xã Bee Branch (tiếng Anh: Bee Branch Township) là một xã thuộc quận Chariton, tiểu bang Missouri, Hoa Kỳ. Năm 2010, dân số của xã này là 302 người.